# Atraphaxis billardieri
Atraphaxis billardieri là một loài thực vật có hoa trong họ Rau răm. Loài này được Jaub. & Spach mô tả khoa học đầu tiên năm 1844.